# Liste der denkmalgeschützten Objekte in Sistrans
Die Liste der denkmalgeschützten Objekte in Sistrans enthält die denkmalgeschützten, unbeweglichen Objekte der Gemeinde Sistrans.

## Denkmäler
| Foto |                 | Denkmal | Standort                            | Beschreibung | Metadaten |
| ---- | --------------- | --- | ----------------------------------- | --- | --- |
| ja   | Datei hochladen | Landhaus HERIS-ID: 85556 Objekt-ID: 99758 TKK: 42023                                                               | Farmachweg 33 Standort KG: Sistrans | Das 1896 errichtete Sommerfrischehaus in freier Lage oberhalb von Sistrans ist eine typische späthistoristische Landvilla an der Wende zur Heimatstilbewegung. Das zweigeschoßige Gebäude ist mit einem Mittelrisalit an der Hauptfassade, einem Erker, zwei Veranden und einen Eckturm reich gegliedert. Im Inneren haben sich mit Holzdecken, Möbeln, Stube und Holzstiege Ausstattungselemente aus der Erbauungszeit erhalten. | BDA-Hist.: Q38185367 Status: Bescheid Stand der BDA-Liste: 2025-06-30 Name: Landhaus GstNr.: .40 Farmachweg 33, Sistrans                                             |
| ja   | Datei hochladen | Kath. Pfarrkirche hl. Gertraud von Nivelles mit Friedhof HERIS-ID: 55898 Objekt-ID: 64800 TKK: 54258, 54259, 54260 | Unterdorf Standort KG: Sistrans     | Die Kirche wurde 1339 erstmals urkundlich genannt. Die spätgotische Kirche wurde von 1727 bis zum Anfang des 19. Jahrhunderts barockisiert. An den schmale Bau mit leicht eingezogenem Chor schließt südlich am Chor der Turm mit Spitzgiebelhelm, im Norden die Sakristei mit steingefasster, gotischer Schlupfpforte an. Die Westfassade weist ein gotisches Spitzbogenportal und eine offene, barocke Vorhalle auf. Der Innenraum ist mit Pilastern gegliedert und von einer Stichkappentonne überwölbt. Der reiche Frührokokostuck wurde 1741 von Kassian Singer und Johann Mussak dem Älteren geschaffen, die Deckenmalereien stammen von Josef Anton Kirchebner aus den Jahren 1786/1787. | BDA-Hist.: Q38068634 Status: § 2a Stand der BDA-Liste: 2025-06-30 Name: Kath. Pfarrkirche hl. Gertraud von Nivelles mit Friedhof GstNr.: .56, 1 Pfarrkirche Sistrans |
| ja   | Datei hochladen | Widum HERIS-ID: 55897 Objekt-ID: 64799 TKK: 54261                                                                  | Unterdorf 48 Standort KG: Sistrans  | Der zweigeschoßige Mauerbau mit Walmdach wurde 1787/1788 errichtet. Die Fassaden sind mit einer Stuckkartusche, einer unter Dach verlaufenden überhängenden Hohlkehle und Putzfaschengliederung an den Maueröffnungen und -kanten gestaltet. | BDA-Hist.: Q38068603 Status: § 2a Stand der BDA-Liste: 2025-06-30 Name: Widum GstNr.: .55 Widum Sistrans                                                             |